# Archanara arundineti
Archanara arundineti là một loài bướm đêm trong họ Noctuidae.